# Gonatocerus deficiens
Gonatocerus deficiens is een vliesvleugelig insect uit de familie Mymaridae. De wetenschappelijke naam is voor het eerst geldig gepubliceerd in 1946 door Ogloblin.